# Tratado de Sunda Kalapa
El Tratado de Sunda Kalapa, más conocido como el Tratado de paz luso-sundanés, fue un tratado entre los reinos de Portugal y Sunda.

## Historia

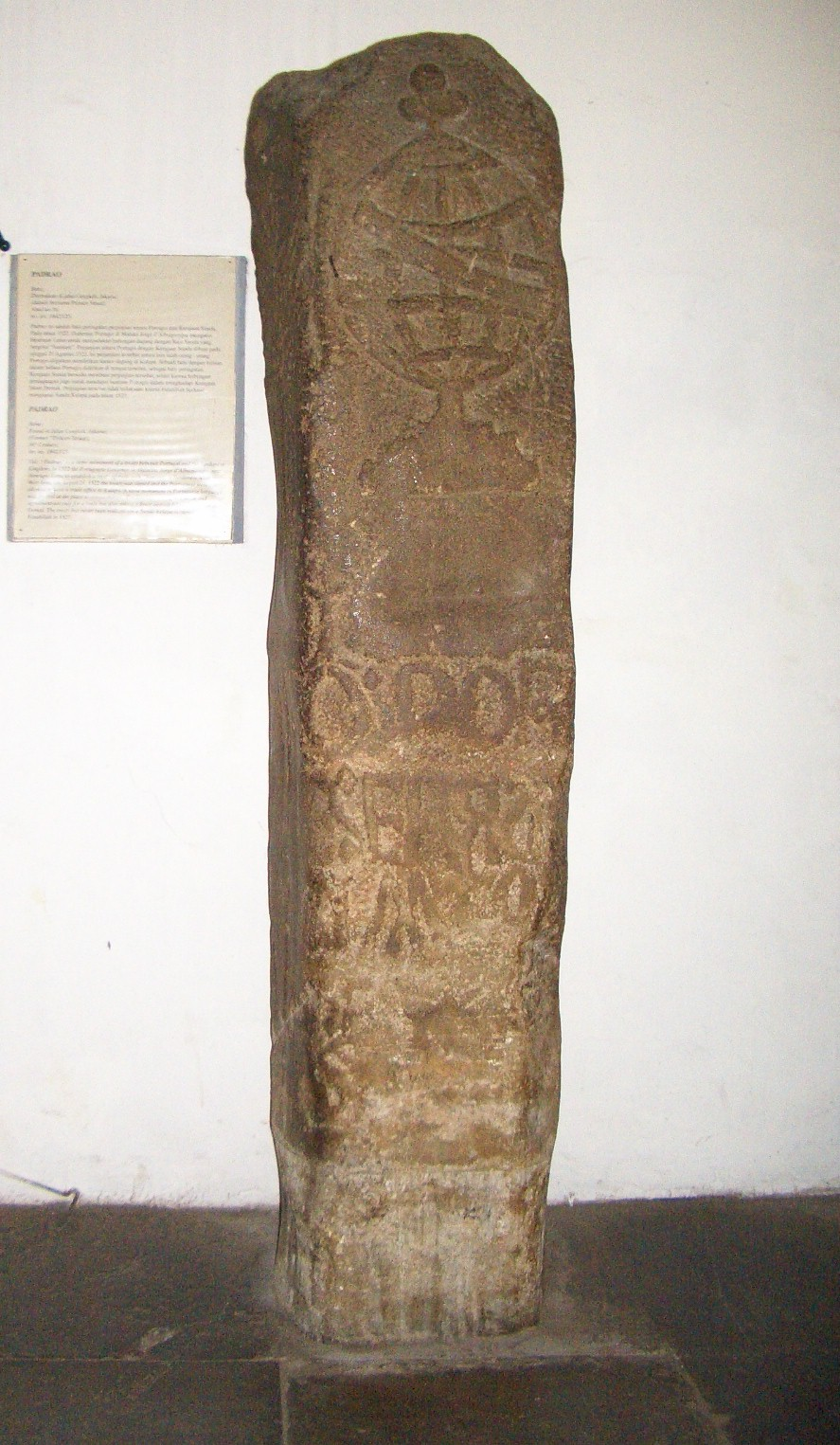
El 'Padrão' de Sunda Kalapa del año 1522 en el Museo Nacional en Yakarta

Debido a la creciente fuerza islámica en Cirebon y Demak, el rey hindú sondanés Sri Baduga, también llamado Prabu Siliwangi, solicitó la ayuda de Portugal en Malaca. Envió a su hijo, el Príncipe Heredero Prabu Surawisesa, a Malaca en 1512 y nuevamente en 1521 con el fin de negociar con los portugueses la firma de un tratado de paz en el que se abordaban los temas del comercio de la pimienta y la construcción de un fortín en el puerto sondanés principal de Sunda Kalapa.
En 1522, los portugueses estaban dispuestos a firmar el tratado con el rey de Sonda, a fin de acceder a la obtención de beneficios comerciales relacionados con la pimienta. En aquel entonces, el comandante de la fortaleza de Malaca era Jorge de Albuquerque. Este envió un buque, el Sao Sebastiao, al mando del capitán Henrique Leme, a Sunda Kalapa con valiosos regalos para el rey de Sunda.
Dos fuentes escritas describen la conclusión del tratado en detalle:
- Un documento portugués original de 1522, con el texto del tratado y los signatarios de los testigos; y
- Un informe sobre este caso escrito por J. De Barros en su libro Da Asia, impreso no antes de 1777/78.

Según estas fuentes, los portugueses fueron recibidos calurosamente por el antiguo príncipe heredero, entonces rey Prabu Surawisesa Jayapercosa (o rey Surawisesa de Pajundan, también llamado Ratu Sang Hyang,  en portugués Ratu Samian); Barros le llamó el Rey Samiam. A los portugueses se les permitió construir una fortaleza en la desembocadura del río Ciliwung donde podían cargar pimienta negra en sus barcos. El rey también se comprometió a dar mil sacos (más de 20 toneladas) cada año a los portugueses. El tratado se ejecutó en dos copias, una para el rey de Sunda, otra para el rey de Portugal; cada una fue firmada el 21 de agosto de 1522. Los diputados del rey de Sunda fueron el jefe mandarín Padam Tumangu (Honorable Tumenggung), los mandarines Sangydepaty (Sang Adipati) y Benegar (Bendahara o tesorero), y el shahbandar (maestro de puerto) del país, llamado Fabián.
"En dicho día", estos mandarines y otros hombres honorables, junto con Henrique Leme y su séquito, fueron a la desembocadura del río donde se construiría la fortaleza, en la "tierra llamada Sunda Kalapa". Allí erigieron una piedra conmemorativa, llamada padrão, en lo que ahora es el subdistrito Tugu del norte de Yakarta. Era una costumbre portuguesa establecer un padrão (piedra conmemorativa) cuando descubrían una nueva tierra. El padrão, ahora llamado padrão luso-sundanés, se conserva en el Museo Nacional.
Debido a problemas en Goa, la India portuguesa, los portugueses no cumplieron su promesa de regresar al año siguiente para construir la fortaleza. No regresaron al Mar de Java hasta noviembre de 1526, cuando llegaron en seis barcos desde Bintan bajo el mando de Francisco de Sá.
El padrão fue redescubierto en el cruce entre Jalan Cengkeh y Jalan Kali Besar Timur en 1918 cuando el gobierno de las Indias Orientales holandesas reclamó estas tierras.